# 638 a.C.

## Nascimentos
- Sólon, foi um estadista, legislador e poeta grego antigo.